# Lázaro Gutiérrez de Lara

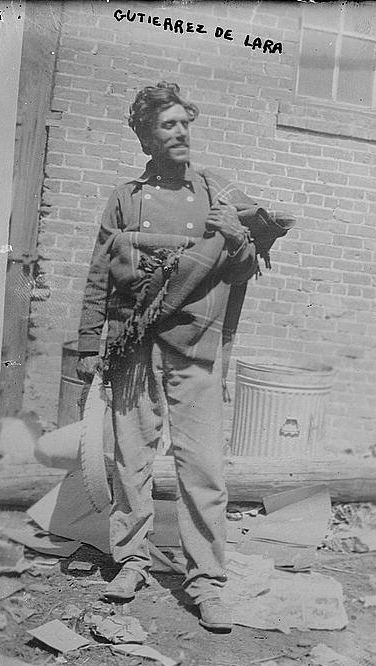
Lázaro Gutiérrez de Lara

Lázaro Gutiérrez de Lara Salazar (Monterrey, Nuevo León; 23 de janeiro de 1870 - Sáric, Sonora; 18 de janeiro de 1918), foi um advogado, jornalista e escritor mexicano, precursor da Revolução Mexicana, dirigiu o semanário El Porvenir e foi co-fundador do jornal Revolución e líder operário em Cananea.

## Inícios
Era filho de Felipe Gutiérrez de Lara (originário de Salinas Victoria) e de Romana Salazar (originária de Cadereyta Jiménez). Estudou na Escuela de Jurisprudencia de Monterrey e obteve o título de advogado. Radicado Chihuahua foi juiz de primeira instância em 1902.

## Actividades revolucionárias
Estabelecido em Arizpe, Sonora, foi diretor do seminário El porvenir. Em 1905 havia chegado a Cananea e ali tomou parte na greve de 1906. Residiu por algum tempo nos Estados Unidos onde se relacionou com John Kenneth Turner e outros líderes socialistas. Acompanhou Turner ao México enquanto este recolhia informações para os seus artigos Barbarous Mexico na The Mexican Magazine (outubro de 1909 - janeiro de 1910, depois publicados no livro homónimo).
Entraram no México disfarçados de vagabundos. Viajaram por comboio para Oaxaca e Yucatán, com Turner a fazer-se passar por um comprador de sisal e Gutiérrez de Lara por seu intérprete. As suas relações pessoais foram muitoúteis ao escritor dos Estados Unidos. A sua adesão à causa de Francisco I. Madero valeu-lhe o epíteto de "desertor da verdadeira revolução popular" que lhe foi atribuído por Ricardo Flores Magón.
Segundo Manuel W. González, depois de as tropas de Madero haverem derrotado Pascual Orozco, em maio de 1912, Gutiérrez de Lara encontrava-se nas minas de Rosita e Agujita em Coahuila, difundindo as ideias socialistas. O primeiro descreve-o como "homem inteligente e de palavra fácil". Venustiano Carranza ordenou a sua detençãon, mas "após falar demoradamente com ele, deixou-o em total liberdade". Gutiérrez de Lara regressou a Sonora e aos Estados Unidos.

## Obra literária
Publicou o seu livro El pueblo mexicano y sus luchas por la libertad, (Los Angeles, 1914) o qual foi traduzido para o inglês nesse mesmo ano por Edgcumb Pinchon e impresso pela editora Doubleday, Page & Co. de Nova Iorque, com o título The mexican people their struggle for freedom. Publicou também Historia de un refugiado político e o romance Los bribones, editado em Los Angeles.
Héctor González considera a obra El pueblo mexicano... como: "uma história do México, considerada desde o ponto de vista dos esforços do povo para conquistar as suas liberdades políticas e bem-estar económico...livro escrito com simplicidade...com orientação perfeitamente definida e clara e com o qual ajudou a gente da época neste país com uma luz diferente e desde um ponto de vista novo para a maioria do povo" (Siglo y medio de cultura nuevoleonesa, ed 1993, p. 24).

## Gutiérrez de Lara como precursor da Revolução
A posição de Gutiérrez de Lara como precursor da Revolução é visível nas propostas que faz a sua obra; a organização do povo em clubes políticos para dominar a situação; expropriação, nacionalização e democratização da terra e dos produtos do subsolo (petróleo, carvão, etc.) dos transportes e da indústria; cancelamento do Fondo Piadoso de California, por anticonstitucional; unificação política e económica nos países da América Latina; organização dos trabalhadores em grupos sindicais, solidarizando-se com os restantes sindicatos internacionais, etc.

## Detenção e morte
Gutiérrez de Lara foi detido quando intervinha numa greve de mineiros, sendo fuzilado sem acusação formada em Sáric, Sonora, em 18 de janeiro de 1918.